# نایجل بارلی (دوچرخه‌سوار)
نایجل بارلی (انگلیسی: Nigel Barley؛ زادهٔ ۲۷ سپتامبر ۱۹۷۴) دوچرخه‌سوار اهل استرالیا است.
وی در مسابقات کشوری و بین‌المللی در مجموع برندهٔ ۱ مدال نقره، ۱ مدال برنز شده‌است.